# Leopold Fitzinger
Leopold Joseph Franz Johann Fitzinger (13. dubna 1802 – 20. září 1884) byl rakouský zoolog.

## Biografie
Narodil se ve Vídni a studovat začal nejprve botaniku na Vídeňské univerzitě pod vedením Nikolause Josepha von Jacquina. Roku 1817 však studium přerušil a nastoupil jako dobrovolník v Přírodopisném muzeu Vídeň (něm. Naturhistorisches Museum), kde se staral o sbírku plazů a ryb. Roku 1821 se stal sekretářem zemských stavů, byl však z tého činnostti uvolněn, aby se mohl věnovat muzeu. Roku 1844 odešel do penze, založil však zoologickou zahradu v Mnichově a později také v Budapešti.
V roce 1826 publikoval své dílo Neue Classification der Reptilien (Nová klasifikace plazů), založené částečně na pracích svých kolegů Friedricha Wilhelma Hempricha a Heinricha Boieho. V roce 1843 vydal dílo Systema Reptilium (Systematika plazů), pojednávající o gekonech, chameleonech a leguánech.